# Joachim Dorfmüller

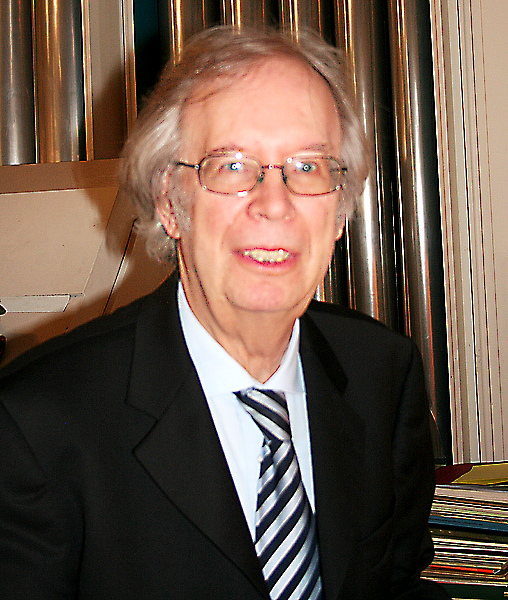
Joachim Dorfmüller (2011)

Joachim Dorfmüller (* 13. Dezember 1938 in Wuppertal) ist ein deutscher Musikpädagoge, Musikwissenschaftler, Pianist und Organist.

## Schule und Studium
Joachim Dorfmüller, einziges Kind des Wuppertaler Kantors, Organisten und Musikpädagogen Ewald Dorfmüller (1898–1972) und seiner Ehefrau Meta geb. Kläber (1912–1986), wuchs nach den Ausbombungen durch die Luftangriffe auf Wuppertal und München im sächsischen Werdau auf. Er erhielt als Sechsjähriger bei seinem Vater ersten Klavier-, später auch Violin- und Orgelunterricht. Nach dem Wunsch der Eltern sollte er Leipziger Thomaner werden, doch zerschlug sich der Plan, als die Familie 1951 legal in die Heimat zurückkehren und der Vater wieder seine früheren Tätigkeiten aufnehmen konnte. So besuchte Dorfmüller in Wuppertal das Carl-Duisberg-Gymnasium, legte hier 1959 das Abitur ab und studierte seitdem an der Staatlichen Hochschule für Musik in Köln Schulmusik mit den instrumentalen Hauptfächern Klavier und Orgel sowie dem Nebenfach Violine, dazu Philosophie und Pädagogik, ferner an der Universität zu Köln Musikwissenschaft, Altphilologie, Geographie und Geologie. Extern bestand er 1960 das Kleine Kirchenmusikexamen an der Kirchenmusikschule Düsseldorf.
Das Lehramtsstudium schloss er in Köln nach Philosophicum (1962) und Staatsexamen Musik (1963) im Dezember 1965 mit dem Ersten Philologischen Staatsexamen für die Fächer Musik und Latein ab. 1966/67 studierte er an der Philipps-Universität Marburg, an der er mit einer Doktorarbeit bei Heinrich Hüschen 1968 zum Dr. phil. promoviert wurde. Die Nebenfächer waren Altphilologie bei Walter Wimmel und Pädagogik bei Wolfgang Klafki  1961–1963 Student in der Orgelklasse von Hans Klotz, setzte er 1969, nachdem er das Zweite Philologische Staatsexamen abgelegt hatte, seine Orgelstudien bei Wolfgang Stockmeier fort und legte bei ihm 1971 die Orgelreifeprüfung (Diplom) ab. 1982 habilitierte er sich an der Gerhart-Mercator-Universität Duisburg bei Norbert Linke für Musikwissenschaft.

## Pädagogisches
Seit 1959 nebenberuflich ununterbrochen als Organist, zeitweise auch als Chorleiter an der Lutherkirche in Heckinghausen tätig, unterrichtete Dorfmüller nach Referendariaten in Neuss und Düsseldorf seit 1969 am Städtischen Gymnasium Wuppertal-Barmen als Studienassessor die Fächer Musik und Latein sowie einige Schuljahre auch Mathematik. 1972 wurde er zum Studienrat ernannt, drei Jahre später zum Oberstudienrat leistungsbefördert. Gleichzeitig war er 1971–1979 als Dozent für Orgel, Klavier und Musikgeschichte an dem von KMD Winfried Pesch geleiteten Kirchenmusikseminar Wuppertal tätig. 1978 wurde er aus dem Gymnasialdienst zu Habilitation (1982) und Lehre an das Institut für Musikpädagogik der Gesamthochschule/Universität Duisburg beurlaubt.
Von hier aus wechselte Dorfmüller 1984 als Oberstudienrat im Hochschuldienst an das Institut für Musikpädagogik der Universität Münster. Hier lehrt er seit 1987 als außerplanmäßiger Professor und seit 1991 als Studiendirektor im Hochschuldienst Musiktheorie, Analyse und Musikgeschichte vornehmlich des 18. bis 20. Jahrhunderts.
1987 gründete er die „Akademische Orgelstunde“, die als universitäre Einrichtung Studierenden der Universität Münster Aufführungspraxis ermöglichen sollte. Gespielt wurde in verschiedenen instrumentalen und Gesangsbesetzungen mit oder ohne Beteiligung der Orgel. Über einen Zeitraum von 32 Jahren fanden die mittäglichen Konzerte während der Semesterzeit wöchentlich in der Dominikanerkirche in Münster statt. Neben Studierenden und Dorfmüller selbst spielten auch eingeladene Organisten und Komponisten, wie Thomas Meyer-Fiebig, Aya Yoshida und der norwegische Komponist Per Kjetil Farstad. Nachdem im Jahr 2018 im Zuge des Umbaus der Dominikanerkirche die Orgel entfernt wurde, fanden die Akademischen Orgelstunden in der Ludgerikirche und anderen Münsteraner Kirchen statt. Am 13. März 2019 spielte Dorfmüller selbst in der Überwasserkirche das letzte Konzert in dieser Reihe, die insgesamt 1327 Konzerte umfasste.
1991 gründete er das Komponistenfestival an der Westfälischen Wilhelms-Universität; es widmete sich einmal im Semester in der Regel zeitgenössischen Komponisten. Außerdem unterrichtete er von 1983 bis 1996 Künstlerisches und Liturgisches Orgelspiel am Institut für Evangelische Kirchenmusik der Musikhochschule Köln.
Dorfmüllers Faible für die skandinavische Musik führte ihn 1995 mit seinem Kollegen Ekkehard Kreft zur Gründung der Forschungsstelle Edvard Grieg der WWU und zusammen mit ihm, Bodo Müller (Schwelm) und Verena Offermann (Wuppertal) zur Gründung der Deutschen Edvard-Grieg-Gesellschaft mit Sitz in Wuppertal. Beide teilten die Aufgaben: Kreft war Direktor der Forschungsstelle und Vizepräsident der Edvard-Grieg-Gesellschaft, Dorfmüller war Präsident dieser Gesellschaft und Vertreter Krefts in der Forschungsstelle. Von Dorfmüller betreute Staatsarbeiten und Dissertationen zum Dr. phil. und zum Dr. päd. widmen sich vorwiegend der Musik seit dem Barockzeitalter mit Schwerpunkten im 20. Jahrhundert. 2004 emeritiert, lehrt er bis auf Weiteres an der Universität Münster und betreute 2014 noch sieben Doktoranden. Als Gutachter war er darüber hinaus seit 1983 bei Promotions- und Habilitationsverfahren an den Universitäten Bonn, Chemnitz, Duisburg, Flensburg, Hamburg, Hildesheim, Oldenburg und Kristiansand beteiligt.

## Künstlerisches
Dorfmüller gab vornehmlich als Organist und Pianist bisher über 3700 Konzerte in fast allen europäischen Ländern sowie in den USA und in Japan. Er spielte neben Rundfunk- und Fernsehaufnahmen (Stand: 2013) 62 LPs/CDs im In- und Ausland (u. a. bei Abakus, MDG, Lynor und Sonox) mit Werken vom Barock bis zur Gegenwart (u. a. Ligeti, Linke und Stockmeier) ein. Er gründete 1973 die Wuppertaler Orgeltage.
Über 150 ihm zumeist gewidmete Orgelwerke brachte er zur Uraufführung, so von Laurent Beeckmans, Finn Benestad, Theo Brandmüller, Peter Michael Braun, George Dreyfus, Wilhelm Fehres, Adolf Gebauer, Fritz Christian Gerhard, Alfred Goodman, Harald Heilmann, Lutz-Werner Hesse, Konrad Hupfer, Kjell Mörk Karlsen, Matthias Kern, Gereon Krahforst, Norbert Linke, Tilo Medek, Thomas Meyer-Fiebig, Istvàn Nagy, Dag Schjelderup-Ebbe, Hans Ludwig Schilling, Konrad Seckinger, Thomas Schmidt-Kowalski, Wolfgang Stockmeier und Heinz Ewald Trust. Am Klavier spielte er Uraufführungen von Finn Benestad, Charles Kalman, Gereon Krahforst, Norbert Linke und Dag Schjelderup-Ebbe. 1969–1975 wirkte er mit in der vom Avantgarde-Komponisten Günther Becker geleiteten „Mega-Hertz-Gruppe“, später genannt „Live-elektronisches Folkwang-Ensemble“; in dieser Besetzung war er als Elektrium-Spieler beteiligt an größtenteils in Funk- und Fernsehproduktionen dokumentierten Ur- und Erstaufführungen unter anderem von Günther Becker, John Cage, Hans Ulrich Engelmann, Roman Haubenstock-Ramati, Nicolaus A. Huber, Norbert Linke, Anestis Logothetis, Manfred Niehaus, Karlheinz Stockhausen, Dimitri Terzakis und Michael Vetter. Er nahm mit dieser Gruppe teil unter anderem an den Internationalen Ferienkursen für Neue Musik Darmstadt (1970), am Warschauer Herbst (1970), an den Wittener Tagen für Neue Kammermusik (1971) sowie am Kulturprogramm der Olympischen Spiele München (1972).
Als Pianist, Organist und Lektor wirkte er seit 1985 fast jährlich mindestens einmal auf Kreuzfahrten von Hapag-Lloyd an Bord von MS Hanseatic, MS Bremen, MS Europa V und MS Europa VI.
Wissenschaftliche Vorträge hielt er – in der Regel jeweils mit Klangbeispielen am Klavier – an in- und ausländischen Universitäten, Fachhoch- und Hochschulen sowie Akademien, ebenso auf Kongressen im In- und Ausland; hinzu kommen häufige populärwissenschaftliche Vorträge an Schulen, Volkshoch- und Musikschulen sowie Komponistenverbänden im Inland wie auch unter anderem im Rahmen der Kinderuniversität.
Dorfmüller ist seit 1976 verheiratet und hat drei Kinder.

## Werke

### Bücher
- Studien zur norwegischen Klaviermusik der ersten Hälfte des 20. Jahrhunderts. Dissertation (= Marburger Beiträge zur Musikwissenschaft 4, hg. von Heinrich Hüschen). 239 Seiten. Marburg 1969/Kassel 1970.
- 300 Jahre Orgelbau im Wuppertal (= Beiträge zur rheinischen Musikgeschichte 127), hg. von H.-J. Irmen, sowie Beiträge zur Geschichte und Heimatkunde des Wuppertals 28, hg. von M. Metschies. 208 Seiten. Wuppertal/Köln 1980.
- Untersuchungen zur Tradition barocker Formen in der Orgelmusik nach 1960. Habilitationsschrift zur Erlangung der venia legendi in Musikwissenschaft. 395 Seiten. Mit einem Vorwort von Wolfgang Stockmeier aktualisiert und um das Kapitel „Konzerte für Orgel und Orchester“ erweitert als „Zeitgenössische Orgelmusik (1960–1983)“. 442 Seiten. Wolfenbüttel (Möseler) 1983.
- Wuppertaler Komponisten I. Zum Leben und Wirken von Jan Albert van Eyken, Heinrich Friedrich Wink, Wilhelm Fehres, Kurt Lissmann, Gunild Keetman, Fritz Christian Gerhard, Franz Josef Breuer, George Dreyfus, Konrad Hupfer, Ludwig Werner Weiand, Bernd Köppen und Thomas Honickel. (Wuppertaler Biographien 15. Folge. Beiträge zur Geschichte und Heimatkunde des Wuppertals Band 33.) 137 S. Wuppertal (Born) 1986.
- 125 Jahre Sinfonieorchester Wuppertal (Städtisches Orchester Wuppertal bis 1976). Ein geschichtlicher Überblick unter besonderer Berücksichtigung der letzten 25 Jahre. 50 Seiten mit 25 Abbildungen. Wuppertal (Brüne & Effelsberg), 1987.
- Heinrich Reimann. Leben und Werk eines schlesischen Musikschriftstellers, Organisten und Komponisten. 150 Seiten. Bonn (Schröder) 1994.
- Wuppertaler Musikgeschichte. Von den Anfängen im 8. Jahrhundert bis 1995. (=Beiträge zur Geschichte und Heimatkunde des Wuppertals, Band 38.) 226 Seiten mit 95 Abbildungen. Wuppertal (Born) 1995.
- Ferner ungezählte Rezensionen für das Feuilleton der Westdeutschen Zeitung / General-Anzeiger der Stadt Wuppertal und für Fachzeitschriften sowie über 600 Fachaufsätze, darunter 199 Lexikonartikel für die „Rheinischen Musikerbiographien“ (Fellerer; Kämper; Bremer), für „Das große Lexikon der Musik“ (Massenkeil; Herder; übernommen als limitierte Sonderausgabe zur neuen MGG in „Das neue Lexikon der Musik“; Redaktionell neu bearbeitet von Ralf Noltensmeier; Metzler), ferner für das Lexikon „Symphony Orchestras of the World“ (Craven; Greenwood New York), für die Neuauflage der Enzyklopädie „Musik in Geschichte und Gegenwart“ (Finscher; Bärenreiter/Metzler), für das „Lexikon der Kirchenmusik“ (Massenkeil/Zywietz; Laaber) und für das „Lexikon der Blasinstrumente“ (ebenda; in Vorb.).

### Herausgeber
- Neue Beiträge zur Musikgeschichte der Stadt Wuppertal (=Beiträge zur Rheinischen Musikgeschichte 131). 192 S. Kassel (Merseburger) 1981. – Festschrift für Norbert Linke zum 75. Geburtstag. Herausgegeben mit Eva-Maria Houben. 268 S. Dortmund (NonEM) 2008.
- Transkriptionen (meist für Orgel solo) und Neueditionen (Klavier, Orgel) bei in- und ausländischen Verlagen.

### Diskographie
- MISSA: Messen des 20. Jahrhunderts; Ingeborg Hischer (Mezzosopran), Joachim Dorfmüller (Orgel); CD, SICUS Klassik 2006.
- Variationen, Elegien, Cantilenen; Thomas Piel (Violoncello), Joachim Dorfmüller (Orgel); CD, SICUS Klassik 2009.

## Mitgliedschaften und Auszeichnungen
- Leitender Rat der Humboldt-Gesellschaft (1989)
- Ernennung zum Kirchenmusikdirektor durch die Evangelische Kirche im Rheinland (1990)
- Rheinlandtaler (1991)
- Forschungsstipendium der Norwegischen Akademie der Wissenschaften für Edvard Grieg in National and International Culture (1998)
- Mitglied der Agder Vitenskapsakademi der Universität Kristiansand (2004)
- Verdienstmedaille des Bundesverdienstkreuzes (21. September 2004)[7]
- Orden des dänisch-norwegischen Königs Christian IV. (2011)
- Goldene Amrum-Nadel  (2012)
- Ritter 1. Klasse des norwegischen Verdienstordens (2016)
- Willy-Brandt-Preis der Norwegisch-Deutschen Willy-Brandt-Stiftung (2022)[8]